# Nové Mlýny (Přítluky)
Nové Mlýny (něm. Neumühl) jsou vesnice u řeky Dyje, pod hrází (dolní) novomlýnské nádrže. Jsou součástí obce Přítluky, byť s ní územně nesouvisí, neboť je oddělena výběžkem katastrálního území obce Zaječí.

## Historie
Nové Mlýny, německým názvem Neumühl, je obec nazvaná dle mlýna na levém břehu Dyje. Leží v nadmořské výšce 175 m n. m., od roku 1960 je obec součástí obce Přítluky. Nové Mlýny jsou nejmladší osadou okresu na levém břehu Dyje. Obecní mlýn původně příslušel k hradu Děvičky. Lichtenštejnové přenechali před rokem 1558 mlýn novokřtěncům, kteří vystavěli na levém břehu nový mlýn a dvůr. Odtud název obce. Kolem něj vznikla ves, která se stala střediskem činnosti novokřtěnců pro celé okolí. Do roku 1622 byly Nové Mlýny místem, kde bývali voleni představitelé, kazatelé a hospodáři. Významným představitelem vzešlým z obce byl Glauss Braidl (zemř. 1611); sepsal Pořádek lazebnický (1592), ševcovský (1591), oděvnický (1604) a doplnil barvířský (1585).
26. srpna 1596 byl zdejší novokřtěnský dvůr přepaden a vyloupen loupežnou bandou vedenou Alexem Ciconiem. Roku 1600 táhla okolím vojska pod vedením Matyáše Thurna, roku 1602 tu pobýval po dobu pěti týdnů Schönbergerův pluk, roku 1619 vesnici značně poškodila vojska Jindřicha Duvala Dampierra, který pak svedl bitvu u Dolních Věstonic. Po roce 1620 se většina novokřtěnců odstěhovala do Uher.

Od roku 1850 obec náležela k soudnímu okresu Hustopečskému, v letech 1938–1945 k landrátu Mikulov, po roce 1945 pak k okresu Hustopeče. Od roku 1949 až dodnes k okresu Břeclav.
Od roku 1960 jsou Nové Mlýny součástí Přítluk, ačkoliv s katastrem Přítluk územně nesousedí. Mezi vesnicemi se nachází výběžek katastrálního území obce Zaječí.

### Neštěstí na Dyji v roce 1936
Do historie obce je černým písmem vepsán den s datem 26. května 1936, když se žáci rakvické základní školy vydali na výlet na Pálavu. V Nových Mlýnech musely být děti s povozy převezeny vorem přes řeku Dyji. První dva vozy řeku překonaly v pořádku, při naloďování třetího se však kvůli přetížení začala přelévat dovnitř pramice voda. Ta se v krátké chvilce potopila a z celkového počtu 52 dětí, které se zde nacházely, jich utonulo 31. Na místě tragédie byl presidentem Masarykem odhalen pomník připomínající tuto strašlivou událost.

## Obyvatelstvo

### Struktura
Vývoj počtu obyvatel za celou obec i za jeho jednotlivé části uvádí tabulka níže, ve které se zobrazuje i příslušnost jednotlivých částí k obci či následné odtržení.
| Místní části   | Místní části    | 1869 | 1880 | 1890 | 1900 | 1910 | 1921 | 1930 | 1950 | 1961 | 1970 | 1980 | 1991 | 2001 | 2011 |
| -------------- | --------------- | ---- | ---- | ---- | ---- | ---- | ---- | ---- | ---- | ---- | ---- | ---- | ---- | ---- | ---- |
| Počet obyvatel | část Nové Mlýny | 275  | 279  | 280  | 267  | 249  | 247  | 250  | 143  | 133  | 413  | 155  | 156  | 151  | 138  |
| Počet domů     | část Nové Mlýny | 55   | 56   | 59   | 59   | 59   | 56   | 59   | 39   | –    | 95   | 35   | 46   | 41   | 47   |

## Galerie

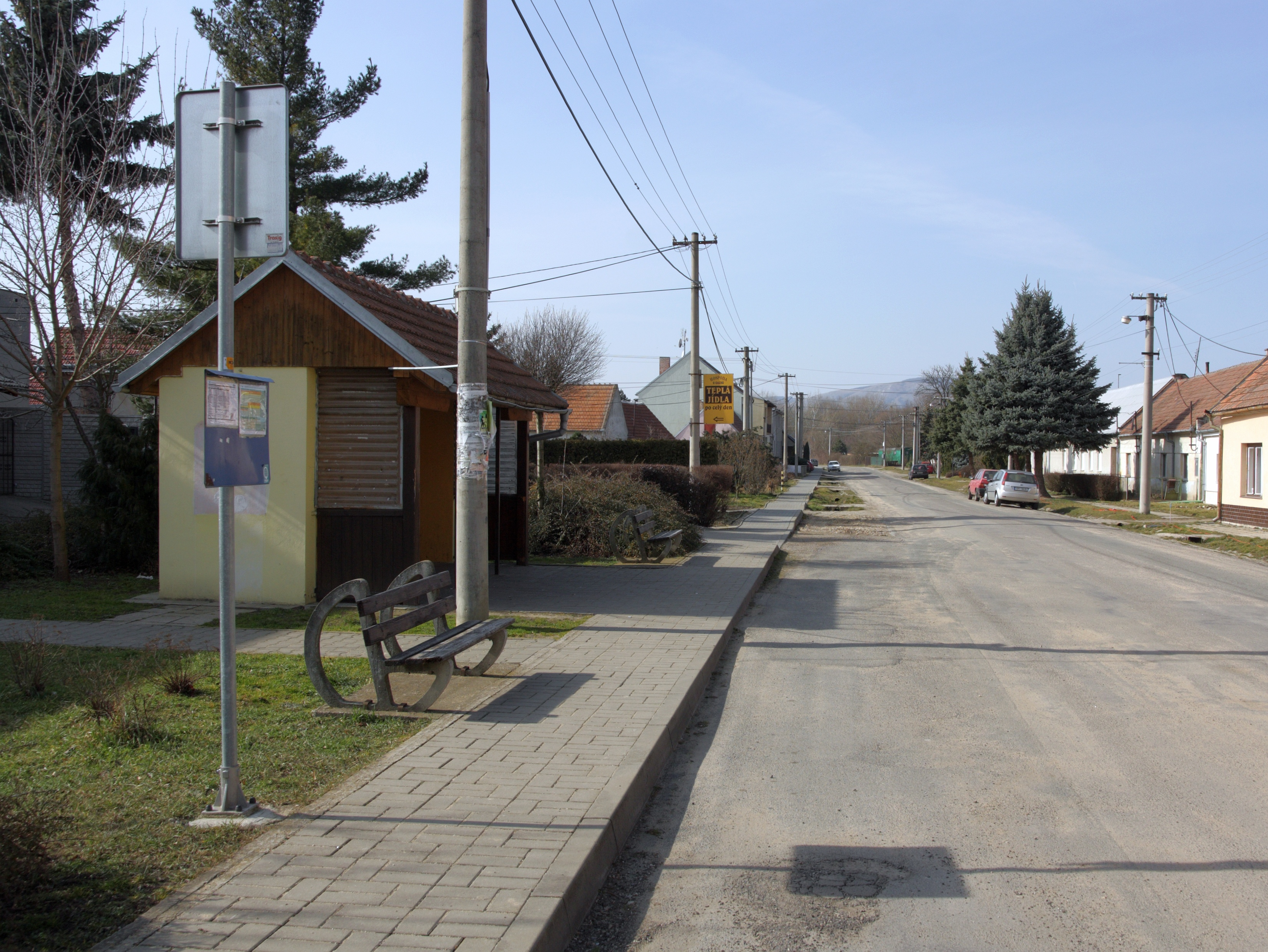
hlavní ulice
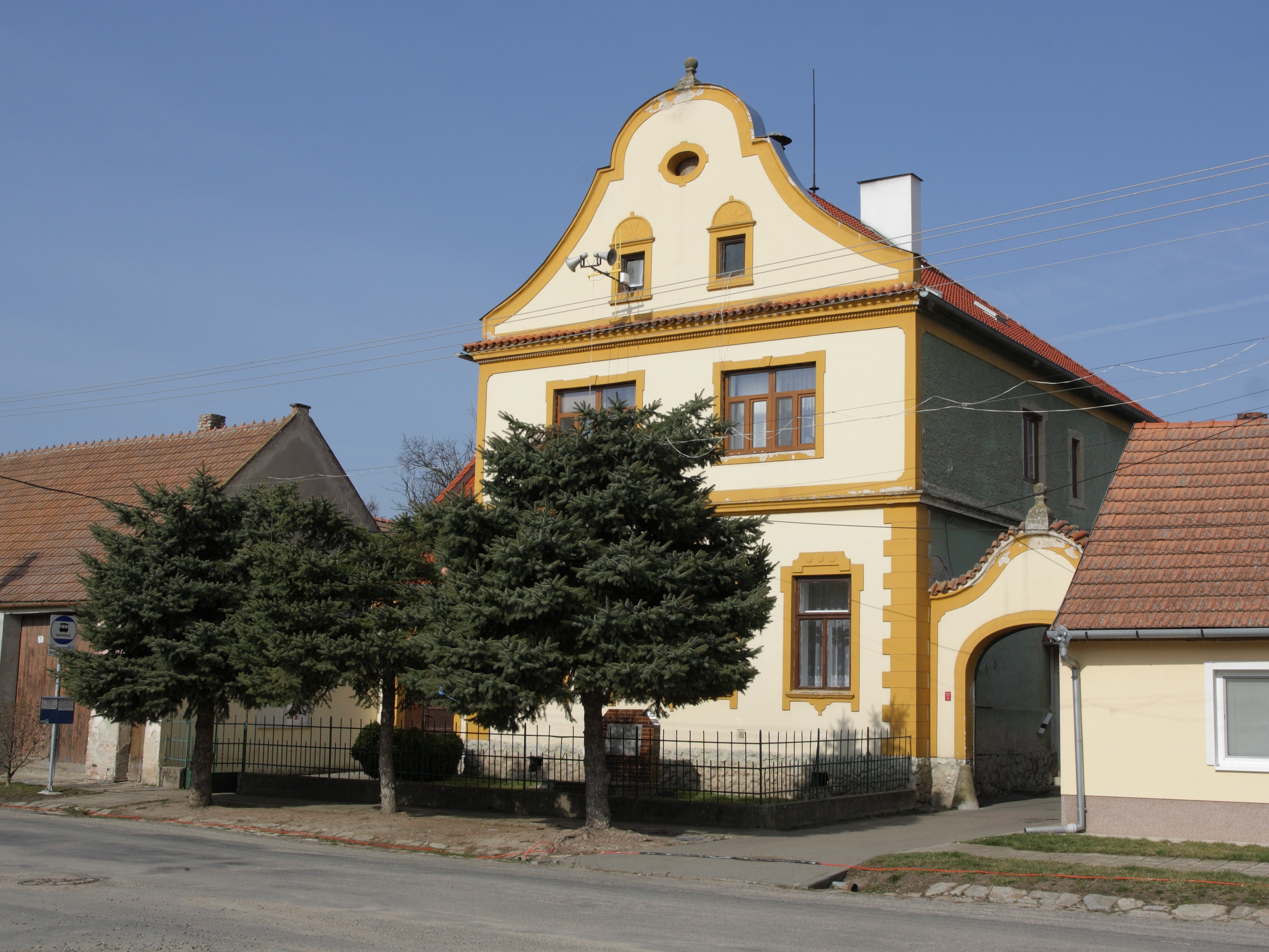
budova bývalé školy z roku 1910
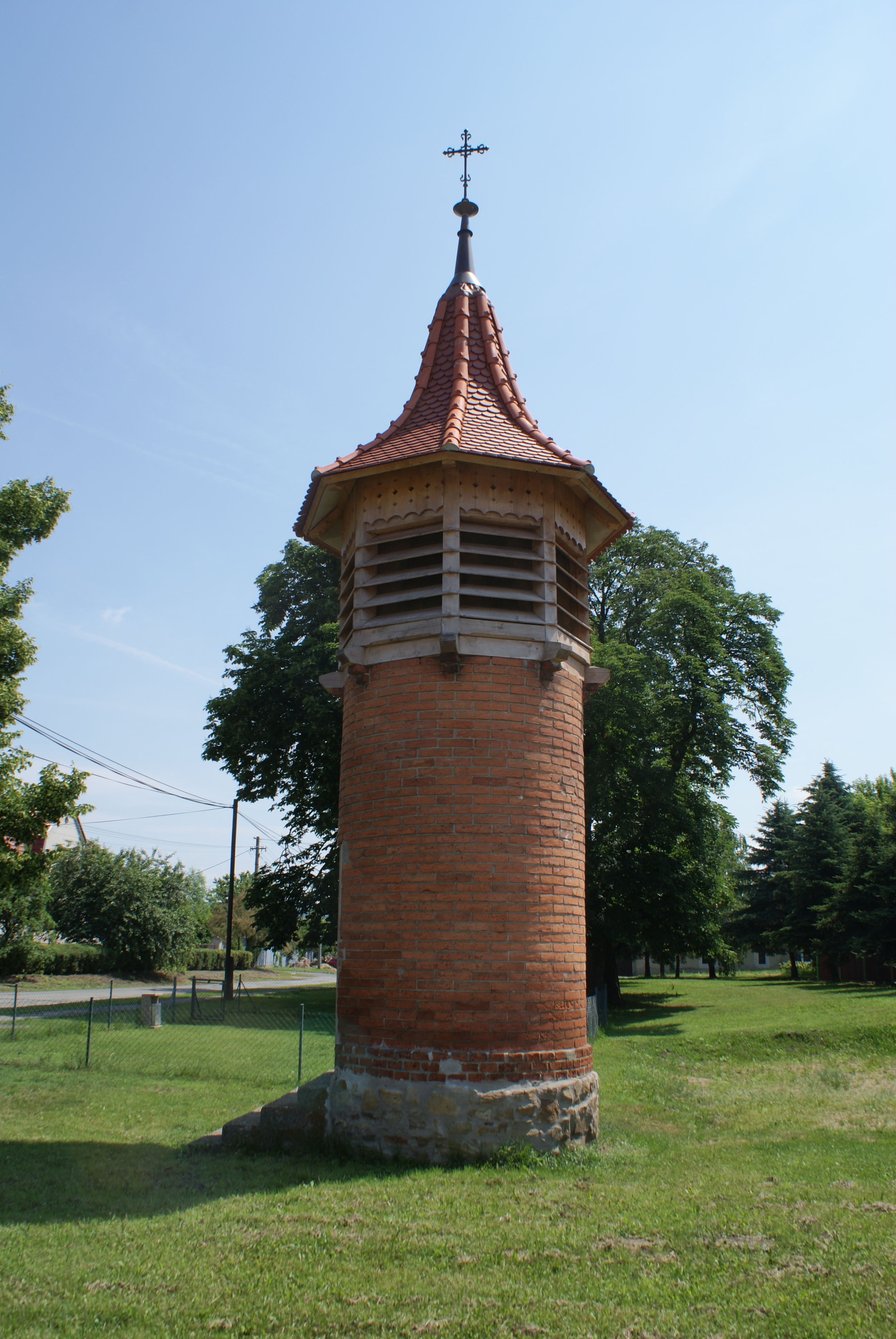
zvonice na návsi
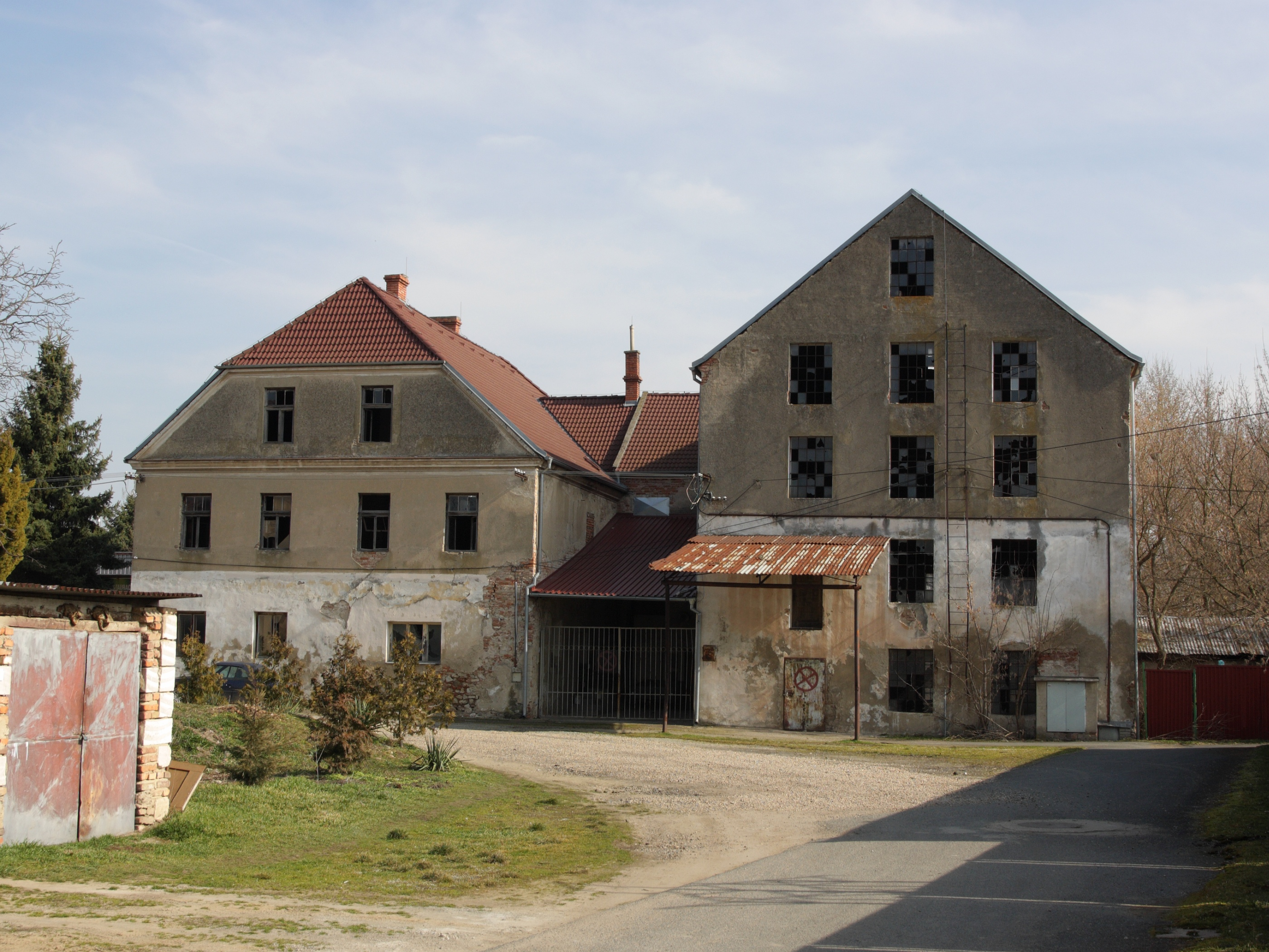
bývalý mlýn
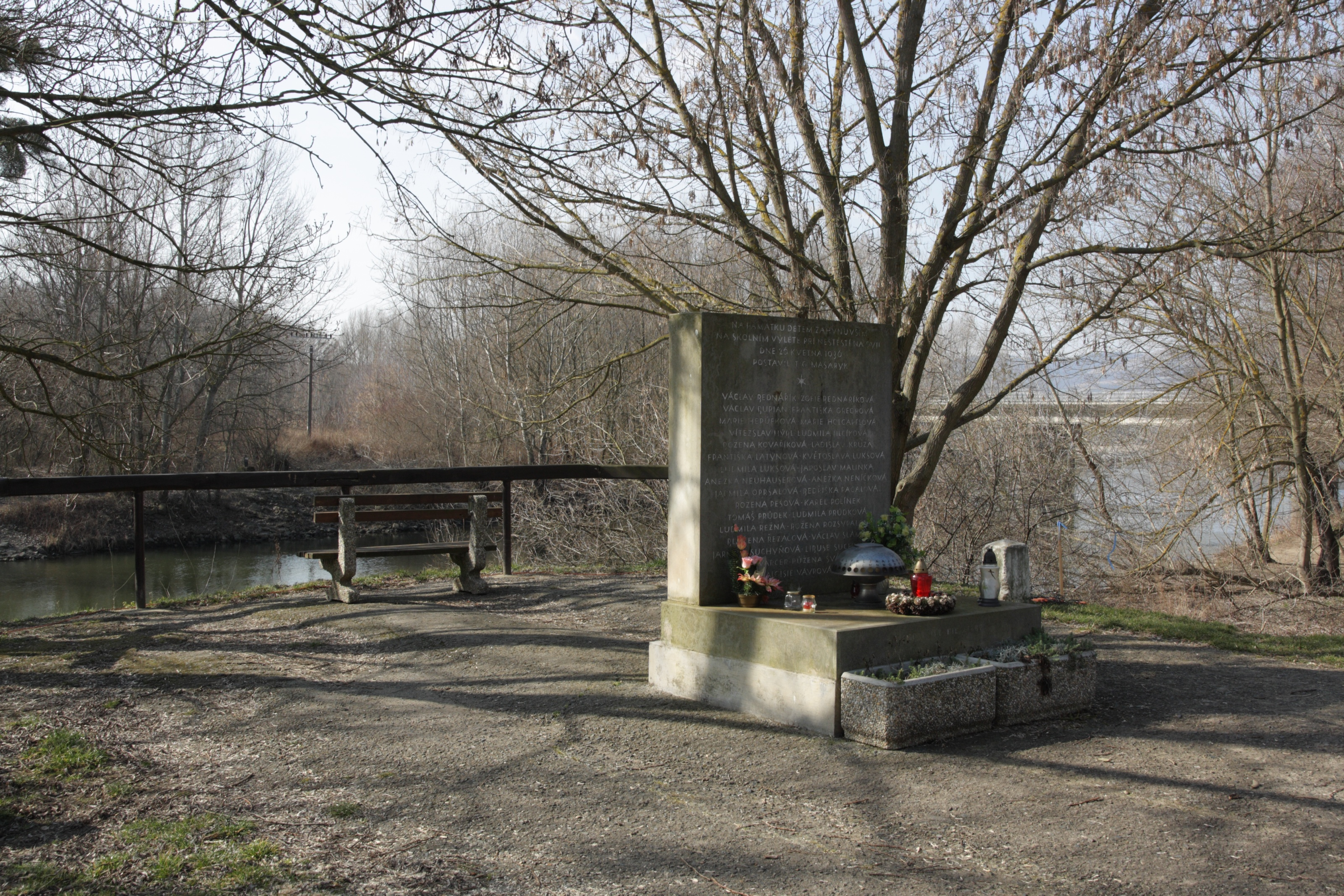
pomník neštěstí na Dyji